# Knooppunt Slavček
Knooppunt Slavček (Sloveens: Razcep Slavček) is een knooppunt in Slovenië ten zuiden van de stad Koper. Op het knooppunt kruist de H5 naar Ljubljana met de G11 naar Pula. Ook sluiten de G111 naar Izola en de Ljubljanska cesta naar het centrum van Koper op het knooppunt aan.
Het knooppunt is uitgevoerd als een klaverbladknooppunt. 

## Toekomst
De G11 moet in de toekomst omgebouwd worden tot de autoweg H6. Hierbij zal het knooppunt Slavček ook worden aangepast. 
| Aansluitende wegen | Aansluitende wegen    | Aansluitende wegen               | Aansluitende wegen | Aansluitende wegen |
| ------------------ | --------------------- | -------------------------------- | ------------------ | ------------------ |
|                    |                       | Ljubljanska cesta richting Koper |                    |                    |
|                    |                       |                                  |                    |                    |
| H6 richting Izola  | H5 richting Ljubljana |                                  |                    |                    |
|                    |                       |                                  |                    |                    |
|                    |                       | 11 richting Pula                 |                    |                    |

Dolga Vas · 
Dragučova · 
Draženci · 
Gabrk · 
Koseze · 
Kozarje · 
Malence · 
Nanos · 
Slavček · 
Slivnica · 
Srmin · 
Zadobrova